# Lophiotherium
Lophiotherium is een geslacht van uitgestorven perissodactyle zoogdieren dat behoort tot de Palaeotheriidae. Het leefde tussen het Midden- en het Laat-Eoceen (ongeveer 40 - 35 miljoen jaar geleden) en zijn fossiele overblijfselen zijn gevonden in Europa.

## Naamgeving
Het geslacht Lophiotherium werd voor het eerst beschreven in 1849 door Paul Gervais op basis van fossiele overblijfselen gevonden in Frankrijk, in het Euzet-les-Bains-gebied, in de bodems van het Laat-Eoceen. De typesoort is Lophiotherium cervulum. De geslachtsnaam betekent 'kamdier' in het Grieks naar de kammen op de tanden. De soortaanduiding betekent 'hertje' in het Latijn. Andere soorten die aan dit geslacht worden toegeschreven zijn Lophiotherium geiseltalensis uit het Geiseldal van Duitsland, Lophiotherium siderolithicum (uit het ijzergesteente van het Midden-Eoceen van Frankrijk, Zwitserland en het Verenigd Koninkrijk, groter dan de typesoort) en Lophiotherium robiacense (Midden-Eoceen van Robiac-Nord, Frankrijk).

## Beschrijving
Dit kleine dier moet zo groot zijn geweest als de huidige duiker (geslacht Cephalophus), en onder soortgelijke dieren was het iets kleiner dan Eurohippus. Het werd gekenmerkt door een sterk bunodont gebit, vergelijkbaar met dat van de Suidae, met de zes denticula van de kiezen zeer van elkaar gescheiden; de kiezen waren breder dan lang. De parastyle was matig ontwikkeld, terwijl de mesostyle goed gemarkeerd was. De protocoon en hypocoon waren subconisch, enigszins samengedrukt. De bovenste derde en vierde premolaren waren zwaar molariseerd. De onderste kiezen waren ook uitgerust met licht samengedrukte labiale knobbeltjes, met een neiging tot selenodontie.

## Classificatie
Lophiotherium was een lid van de palaeotheriiden, een groep zoogdieren verwant aan de paardachtigen en voornamelijk wijdverbreid in het Europese Eoceen. In het bijzonder moet Lophiotherium lid zijn geweest van een lijn die begon met het bekende Hyracotherium en zich specialiseerde in vormen met een duidelijk bunodont gebit.

## Paleobiologie
Lophiotherium moet een dier zijn geweest dat op zachte grond leefde en zich voedde met tere planten.